# Norderfriedrichskoog
Norderfriedrichskoog (Nørre Frederiks Kog en danois, Nuurderfriedrichskuuch en frison septentrional) est une commune d'Allemagne, située dans le land du Schleswig-Holstein et l'arrondissement de Frise-du-Nord. Le terme de koog désigne un polder en allemand.

## Histoire
Le polder de Norderfriedrichskoog fut créé en 1696 par Magnus von Wedderkop et nommé d'après Frédéric IV (Friederich IV en allemand) qui était alors roi du Danemark et duc de Schleswig-Holstein. En 1906, ce polder fut consolidé par une digue qui fut encore renforcée en 1969.